# 왕세제
왕세제(王世弟)는 왕위 계승자에게 주어지는 칭호의 하나로, 간칭으로 세제라 부르며, 국왕의 동생을 말한다. 왕위 계승자에게 주어지는 다른 칭호로는 왕세자, 왕세손, 왕세숙 등이 있으며 국왕과의 관계에 따라 칭호를 사용한다.

## 같이 보기
- 조선 영조